# Rocío Fernández
Rocío Fernández, Rocio Ana-Maria Margareta Fernandez, född 23 december 1968 i Stockholm, är svensk marinbiolog och politiker för Liberalerna.
Rocío Fernández utbildade sig till marinbiolog vid Göteborgs universitet. Hon flera förtroendeuppdrag i Göteborgs kommun för Liberalerna och har även tjänstgjort som ersättare i riksdagen under perioden 9 maj-10 juni 2005.  